# Salvador Alonso
Salvador Alonso (7 de setembre de 1974) és un jugador d'escacs argentí, que té el títol de Gran Mestre des de 2009.
A la llista d'Elo de la FIDE del setembre del 2020, hi tenia un Elo de 2471 punts, cosa que en feia el jugador número 14 (en actiu) de l'Argentina, i el número 999 del rànquing mundial. El seu màxim Elo va ser de 2525 punts, a la llista de gener de 2013.

## Resultats destacats en competició
El 2001 fou campió de l'Obert de Sitges destacat amb 7 punts, mig punt per davant de Alfonso Jérez Pérez, Jorge Iglesias i Jorge González López.
El 2003 a Madrid (Espanya), guanyà el VII Memorial Pablo Gorbea.